# 33904 Janardhanan
33904 Janardhanan este o planetă minoră (asteroid) din centura de asteroizi. A fost descoperită pe 27 mai 2000 la Experimental Test Site⁠(d) de Lincoln Near-Earth Asteroid Research. 
Obiectul prezintă o orbită caracterizată de o semiaxă mare de 2,5136287 UAi, o excentricitate de 0,1, o înclinație de 4,36232 ° în raport cu ecliptica.